# لورنس روشا
لورنس روشا هي متزحلقة سويسرية، ولدت في 1 أغسطس 1979 في Pompaples ‏ في سويسرا.

## وصلات خارجية
- الموقع الرسمي
- لورنس روشا على موقع الاتحاد الدولي للتزلج (التزلج الريفي) (الإنجليزية)
- لورنس روشا على موقع أوليمبيديا (الإنجليزية)